# María José Martínez Sánchez
María José Martínez Sánchez (Yecla, 1982. augusztus 12. –) spanyol teniszezőnő, párosban év végi világbajnok (2009), juniorként párosban Roland Garros-győztes, olimpikon.
1996–2020 közötti profi pályafutása során 5 egyéni és 21 páros WTA-tornát nyert meg, emellett 12 egyéni és 22 páros ITF-tornán végzett az első helyen. Legjobb egyéni világranglista-helyezése a 19. hely volt, ezt 2009. május 10-én érte el, párosban 2010. július 5-én a 4. helyre került.
Juniorként 2000-ben megnyerte a lány párosok versenyét a Roland Garroson és egyéniben döntős volt az Australian Openen, ahol a magyar Kapros Anikótól kapott ki. A junior világranglistán a legjobb helyezése a 2. hely volt. Felnőttként egyéniben mind a négy Grand Slam-tornán a 3. körig jutott, párosban elődöntős volt a 2010-es és a 2012-es Roland Garroson, valamint a 2012-es US Openen. 2009-ben párosban Nuria Llagostera Vives párjaként megnyerte az év végi világbajnokságot, miután a döntőben legyőzték a Cara Black–Liezel Huber kettőst.
Spanyolország képviseletében vett részt a 2008-as pekingi és a 2012-es londoni olimpia női páros versenyein. 2008–2011 között, valamint 2017-ben szerepelt Spanyolország Fed-kupa-válogatottjában.

## Junior Grand Slam döntői

### Egyéni

#### Elveszített döntői (1)
| Év   | Bajnokság       | Borítás | Ellenfél     | Eredmény      |
| ---- | --------------- | ------- | ------------ | ------------- |
| 2000 | Australian Open | Kemény  | Kapros Anikó | 2–6, 6–3, 2–6 |

### Páros

#### Győzelmek (1)
| Év   | Bajnokság     | Borítás | Partner                 | Ellenfél                    | Eredmény |
| ---- | ------------- | ------- | ----------------------- | --------------------------- | -------- |
| 2000 | Roland Garros | Salak   | Anabel Medina Garrigues | Matea Mezak Gyinara Szafina | 6–0, 6–1 |

## WTA döntői

### Egyéni: 6 (5−1)
| Összesítés           |                        |
| Grand Slam-torna (0) |                        |
| Tier I (0)           | Premier Mandatory* (0) |
| Tier II (0)          | Premier Five* (1)      |
| Tier III (0)         | Premier* (0)           |
| Tier IV (0)          | International* (4)     |
| Tier V (0)           | Challenger* (0)        |

* 2009-től megváltozott a tornák rendszere.
 Az egymás mellett azonos színnel jelölt tornatípusok között nincs teljes mértékű megfelelés.
| Eredmény | No. | Dátum                | Torna                                          | Borítás | Ellenfél                 | Eredmény       |
| -------- | --- | -------------------- | ---------------------------------------------- | ------- | ------------------------ | -------------- |
| Döntős   | 1.  | 2008. június 15.     | Barcelona KIA, Barcelona, Spain                | Salak   | Marija Kirilenko         | 0–6, 2–6       |
| Győztes  | 1.  | 2009. február 22.    | Copa Colsanitas, Bogotá, Kolumbia              | Salak   | Gisela Dulko             | 6–3, 6–2       |
| Győztes  | 2.  | 2009. július 11.     | Swedish Open, Båstad, Svédország               | Salak   | Caroline Wozniacki       | 7–5, 6–4       |
| Győztes  | 3.  | 2010. május 8.       | Internazionali BNL d'Italia, Róma, Olaszország | Salak   | Jelena Janković          | 7–6(5), 7–5    |
| Győztes  | 4.  | 2011. július 17.     | Gastein Ladies, Bad Gastein, Ausztria          | Salak   | Patricia Mayr-Achleitner | 6–0, 7–5       |
| Győztes  | 5.  | 2011. szeptember 25. | Hansol Korea Open, Szöul, Dél-Korea            | Kemény  | Galina Voszkobojeva      | 7–6(0), 7–6(2) |

### Páros: 35 (21−14)
| Összesítés           |                        |
| Grand Slam-torna (0) |                        |
| Tier I (0)           | Premier Mandatory* (0) |
| Tier II (0)          | Premier Five* (3)      |
| Tier III (3)         | Premier* (3)           |
| Tier IV (2)          | International* (9)     |
| Tier V (0)           | Challenger* (0)        |
| WTA Finals (1)       |                        |

* 2009-től megváltozott a tornák rendszere.
 Az egymás mellett azonos színnel jelölt tornatípusok között nincs teljes mértékű megfelelés.
| Eredmény | No. | Dátum                | Torna                                                                         | Borítás    | Partner                 | Ellenfelek                                    | Eredmény            |
| -------- | --- | -------------------- | ----------------------------------------------------------------------------- | ---------- | ----------------------- | --------------------------------------------- | ------------------- |
| Győztes  | 1.  | 2001. március 4.     | Abierto Mexicano Telcel, Acapulco, Mexikó                                     | Salak      | Anabel Medina Garrigues | Virginia Ruano Pascual Paola Suárez           | 6–4, 6–7(5), 7–5    |
| Győztes  | 2.  | 2001. április 8.     | Porto Open, Porto, Portugália                                                 | Salak      | Anabel Medina Garrigues | Alexandra Fusai Rita Grande                   | 6–1, 6–7(5), 7–5    |
| Győztes  | 3.  | 2001. május 6.       | Croatian Bol Ladies Open, Bol, Horvátország                                   | Salak      | Anabel Medina Garrigues | Nagyja Petrova Tina Pisnik                    | 7–5, 6–4            |
| Döntős   | 1.  | 2001. július 16.     | Internazionali Femminili di Palermo, Palermo, Olaszország                     | Salak      | Anabel Medina Garrigues | Tathiana Garbin Janette Husárová              | 4–6, 6–2, 6–4       |
| Döntős   | 2.  | 2001. július 29.     | Grand Prix de SAR La Princesse Lalla Meryem, Casablanca, Marokkó              | Salak      | María Emilia Salerni    | Lubomira Bacheva Åsa Svensson                 | 6–3, 6–7(4), 6–1    |
| Győztes  | 4.  | 2001. augusztus 5.   | Swiss Indoors, Basel, Svájc                                                   | Salak      | Anabel Medina Garrigues | Joannette Kruger Marta Marrero                | 7–6(5), 6–2         |
| Döntős   | 3.  | 2002. augusztus 11.  | Nordea Nordic Light Open, Espoo, Finnország                                   | Salak      | Eva Bes-Ostariz         | Szvetlana Kuznyecova Arantxa Sánchez Vicario  | 6–3, 6–7(5), 6–3    |
| Döntős   | 4.  | 2003. július 13.     | Internazionali Femminili di Palermo, Palermo, Olaszország                     | Salak      | Arantxa Parra Santonja  | Adriana Serra Zanetti Emily Stellato          | 6–4, 6–2            |
| Győztes  | 5.  | 2008. március 2.     | Abierto Mexicano Telcel, Acapulco, Mexikó                                     | Salak      | Nuria Llagostera Vives  | Iveta Benešová Petra Cetkovská                | 6–2, 6–4            |
| Döntős   | 5.  | 2008. május 11.      | Qatar Telecom German Open, Berlin, Németország                                | Salak      | Nuria Llagostera Vives  | Cara Black Liezel Huber                       | 3–6, 6–2, [10–2]    |
| Döntős   | 6.  | 2008. június 15.     | Barcelona KIA, Barcelona, Spanyolország                                       | Salak      | Nuria Llagostera Vives  | Lourdes Domínguez Lino Arantxa Parra Santonja | 4–6, 7–5, [10–4]    |
| Győztes  | 6.  | 2009. február 21.    | Copa Colsanitas, Bogotà, Kolumbia                                             | Salak      | Nuria Llagostera Vives  | Gisela Dulko Flavia Pennetta                  | 7–5, 3–6, [10–7]    |
| Győztes  | 7.  | 2009. február 28.    | Abierto Mexicano Telcel, Acapulco, Mexikó                                     | Salak      | Nuria Llagostera Vives  | Lourdes Domínguez Lino Arantxa Parra Santonja | 6–4, 6–2            |
| Győztes  | 8.  | 2009. április 19.    | Barcelona Ladies Open, Barcelona, Spanyolország                               | Salak      | Nuria Llagostera Vives  | Sorana Cîrstea Andreja Klepač                 | 3–6, 6–2, [10–8]    |
| Döntős   | 7.  | 2009. július 11.     | Swedish Open, Båstad, Svédország                                              | Salak      | Nuria Llagostera Vives  | Gisela Dulko Flavia Pennetta                  | 6–2, 0–6, [10–5]    |
| Győztes  | 9.  | 2009. július 19.     | Internazionali Femminili di Palermo, Palermo, Olaszország                     | Salak      | Nuria Llagostera Vives  | Marija Koritceva Darja Kusztava               | 6–1, 6–2            |
| Döntős   | 8.  | 2009. augusztus 16.  | Western & Southern Financial Group Women's Open, Cincinnati, Egyesült Államok | Kemény     | Nuria Llagostera Vives  | Cara Black Liezel Huber                       | 6–3, 0–6, [10–2]    |
| Győztes  | 10. | 2009. augusztus 23.  | Rogers Cup, Toronto, Kanada                                                   | Kemény     | Nuria Llagostera Vives  | Samantha Stosur Rennae Stubbs                 | 2–6, 7–5, [11–9]    |
| Győztes  | 11. | 2009. augusztus 29.  | Pilot Pen Tennis, New Haven, Egyesült Államok                                 | Kemény     | Nuria Llagostera Vives  | Iveta Benešová Lucie Hradecká                 | 6–2, 7–5            |
| Győztes  | 12. | 2009. november 1.    | WTA Year End Championships, Doha, Katar                                       | Kemény     | Nuria Llagostera Vives  | Cara Black Liezel Huber                       | 7–6(0), 5–7, [10–7] |
| Győztes  | 13. | 2010. február 20.    | Dubai Tennis Championships, Dubaj, Egyesült Arab Emírségek                    | Kemény     | Nuria Llagostera Vives  | Květa Peschke Katarina Srebotnik              | 7–6(5), 6–4         |
| Döntős   | 9.  | 2010. május 9.       | Internazionali BNL d'Italia, Róma, Olaszország                                | Salak      | Nuria Llagostera Vives  | Gisela Dulko Flavia Pennetta                  | 6–4, 6–2            |
| Döntős   | 10. | 2010. október 23.    | Kreml Kupa, Moszkva, Oroszország                                              | Kemény (f) | Sara Errani             | Gisela Dulko Flavia Pennetta                  | 6–3, 2–6, [10–6]    |
| Győztes  | 14. | 2011. február 20.    | Dubai Tennis Championships, Dubaj, Egyesült Arab Emírségek                    | Kemény     | Liezel Huber            | Květa Peschke Katarina Srebotnik              | 7–6(5), 6–3         |
| Győztes  | 15. | 2011. július 9.      | Swedish Open, Båstad, Svédország                                              | Salak      | Lourdes Domínguez Lino  | Nuria Llagostera Vives Arantxa Parra Santonja | 6–3, 6–3            |
| Győztes  | 16. | 2012. június 23.     | AEGON International, Eastbourne, Egyesült Királyság                           | Fű         | Nuria Llagostera Vives  | Liezel Huber Lisa Raymond                     | 6–4, feladta        |
| Győztes  | 17. | 2016. június 19.     | Mallorca Open, Mallorca, Spanyolország                                        | Fű         | Gabriela Dabrowski      | Anna-Lena Friedsam Laura Siegemund            | 6–4, 6–2            |
| Győztes  | 18. | 2017. szeptember 23. | Toray Pan Pacific Open, Tokió, Japán                                          | Kemény     | Andreja Klepač          | Daria Gavrilova Darja Kaszatkina              | 6–3, 6–2            |
| Döntős   | 11. | 2018. január 6.      | Brisbane International, Brisbane, Ausztrália                                  | Kemény     | Andreja Klepač          | Kiki Bertens Demi Schuurs                     | 5–7, 2–6            |
| Döntős   | 12. | 2018. február 18.    | Qatar Ladies Open, Doha, Katar                                                | Kemény     | Andreja Klepač          | Gabriela Dabrowski Jeļena Ostapenko           | 3–6, 3–6            |
| Döntős   | 13. | 2018. április 8.     | Volvo Car Open, Charleston, Egyesült Államok                                  | Salak      | Andreja Klepač          | Alla Kudrjavceva Katarina Srebotnik           | 3–6, 3–6            |
| Győztes  | 19. | 2018. június 24.     | Mallorca Open, Mallorca, Spanyolország                                        | Fű         | Andreja Klepač          | Lucie Šafářová Barbora Štefková               | 6–1, 3–6, [10–3]    |
| Győztes  | 20. | 2019. május 3.       | Morocco Open, Rabat, Marokkó                                                  | Salak      | Sara Sorribes Tormo     | Georgina García Pérez Okszana Kalasnikova     | 7–5, 6–1            |
| Döntős   | 14. | 2019. június 23.     | Mallorca Open, Mallorca, Spanyolország                                        | Fű         | Sara Sorribes Tormo     | Kirsten Flipkens Johanna Larsson              | 2–6, 4–6            |
| Győztes  | 21. | 2019. augusztus 24.  | Bronx Open, New York, Egyesült Államok                                        | Kemény     | Darija Jurak            | Margarita Gaszparjan Monica Niculescu         | 7–5, 2–6, [10–7]    |

## Eredményei Grand Slam-tornákon

### Egyéni
| Grand Slam | Australian Open | Australian Open      | Roland Garros  | Roland Garros      | Wimbledon      | Wimbledon           | US Open        | US Open          |
| Év         | Eredmény        | Utolsó ellenfél      | Eredmény       | Utolsó ellenfél    | Eredmény       | Utolsó ellenfél     | Eredmény       | Utolsó ellenfél  |
| 2001       | 1. kör          | Venus Williams       | 1. kör         | Paola Suárez       | 1. kör         | Sylvia Plischke     | 1. kör         | Evie Dominikovic |
| 2002       | 1. kör          | Cindy Watson         | Selejtező (Q1) | Selejtező (Q1)     | –              | –                   | –              | –                |
| 2003       | –               | –                    | –              | –                  | –              | –                   | –              | –                |
| 2004       | –               | –                    | –              | –                  | –              | –                   | –              | –                |
| 2005       | –               | –                    | –              | –                  | –              | –                   | –              | –                |
| 2006       | –               | –                    | –              | –                  | Selejtező (Q3) | Selejtező (Q3)      | 1. kör         | V Kutuzova       |
| 2007       | –               | –                    | Selejtező (Q2) | Selejtező (Q2)     | Selejtező (Q1) | Selejtező (Q1)      | Selejtező (Q2) | Selejtező (Q2)   |
| 2008       | Selejtező (Q2)  | Selejtező (Q2)       | 1. kör         | A Medina Garrigues | 3. kör         | Venus Williams      | 1. kör         | Sabine Lisicki   |
| 2009       | 3. kör          | Carla Suárez Navarro | 3. kör         | Serena Williams    | 1. kör         | Agnieszka Radwańska | 3. kör         | Serena Williams  |
| 2010       | 2. kör          | Cseng Csie           | 1. kör         | O Omonmurodova     | –              | –                   | 2. kör         | Patty Schnyder   |
| 2011       | 2. kör          | Alizé Cornet         | 2. kör         | Rebecca Marino     | 3. kör         | Venus Williams      | 1. kör         | Mona Barthel     |
| 2012       | –               | –                    | 3. kör         | Dominika Cibulková | 1. kör         | Ana Ivanović        | 2. kör         | Serena Williams  |
| 2013       | Selejtező (Q1)  | Selejtező (Q1)       | –              | –                  | –              | –                   | –              | –                |
| 2014       | –               | –                    | –              | –                  | –              | –                   | –              | –                |
| 2015       | –               | –                    | –              | –                  | –              | –                   | –              | –                |
| 2016       | Selejtező (Q2)  | Selejtező (Q2)       | –              | –                  | –              | –                   | –              | –                |

### Páros
| Grand Slam | Australian Open                | Australian Open                      | Roland Garros                  | Roland Garros                         | Wimbledon                      | Wimbledon                           | US Open                        | US Open                               |
| Év         | Eredmény Partner               | Utolsó ellenfél                      | Eredmény Partner               | Utolsó ellenfél                       | Eredmény Partner               | Utolsó ellenfél                     | Eredmény Partner               | Utolsó ellenfél                       |
| 2001       | –                              | –                                    | 1. kör A Medina Garrigues      | Åsa Svensson Magdalena Maleeva        | 1. kör A Medina Garrigues      | Nagyja Petrova Tina Pisnik          | –                              | –                                     |
| 2002       | 2. kör A Medina Garrigues      | Eléni Danjilídu Alicia Molik         | 2. kör Marta Marrero           | Fudzsivara Rika Szugijama Ai          | –                              | –                                   | –                              | –                                     |
| 2003       | 1. kör A Medina Garrigues      | E Gagliardi Mandula Petra            | 1. kör C Martínez Granados     | Jelena Dokić Nagyja Petrova           | –                              | –                                   | –                              | –                                     |
| 2004       | –                              | –                                    | –                              | –                                     | –                              | –                                   | –                              | –                                     |
| 2005       | –                              | –                                    | –                              | –                                     | –                              | –                                   | –                              | –                                     |
| 2006       | –                              | –                                    | –                              | –                                     | 3. kör S Cohen-Aloro           | Cara Black Rennae Stubbs            | 2. kör S Cohen-Aloro           | Liezel Huber Szánija Mirza            |
| 2007       | –                              | –                                    | 3. kör N Llagostera Vives      | Alicia Molik Mara Santangelo          | 2. kör Emma Laine              | Csan Jung-zsan Csuang Csia-zsung    | –                              | –                                     |
| 2008       | –                              | –                                    | Negyeddöntő N Llagostera Vives | Cara Black Liezel Huber               | Negyeddöntő N Llagostera Vives | Nathalie Dechy Casey Dellacqua      | 2. kör N Llagostera Vives      | T Pucsak Anastasia Rodionova          |
| 2009       | Negyeddöntő N Llagostera Vives | Nathalie Dechy Mara Santangelo       | 1. kör N Llagostera Vives      | A Pavljucsenkova F Schiavone          | Negyeddöntő N Llagostera Vives | Cara Black Liezel Huber             | Negyeddöntő N Llagostera Vives | Cara Black Liezel Huber               |
| 2010       | 3. kör N Llagostera Vives      | M Kirilenko Agnieszka Radwańska      | Elődöntő N Llagostera Vives    | Květa Peschke K Srebotnik             | –                              | –                                   | 1. kör N Llagostera Vives      | Alexandra Dulgheru M Rybáriková       |
| 2011       | 2. kör N Llagostera Vives      | A-L Grönefeld Patty Schnyder         | 3. kör A Medina Garrigues      | Szánija Mirza J Vesznyina             | 2. kör A Medina Garrigues      | Vera Dusevina J Makarova            | 3. kör A Medina Garrigues      | Marija Kirilenko Nagyja Petrova       |
| 2012       | –                              | –                                    | Elődöntő N Llagostera Vives    | Sara Errani Roberta Vinci             | Negyeddöntő N Llagostera Vives | Flavia Pennetta F Schiavone         | Elődöntő N Llagostera Vives    | Sara Errani Roberta Vinci             |
| 2013       | 3. kör Liezel Huber            | S Soler Espinosa C Suárez Navarro    | 1. kör Liezel Huber            | F Schiavone Samantha Stosur           | –                              | –                                   | –                              | –                                     |
| 2014       | –                              | –                                    | –                              | –                                     | –                              | –                                   | –                              | –                                     |
| 2015       | –                              | –                                    | 1. kör Vera Dusevina           | Andrea Hlaváčková Lucie Hradecká      | 2. kör Vera Dusevina           | Michaëlla Krajicek Barbora Strýcová | –                              | –                                     |
| 2016       | 1. kör Sara Errani             | Raquel Atawo Abigail Spears          | 2. kör G Dabrowski             | J Makarova J Vesznyina                | 2. kör G Dabrowski             | A Medina Garrigues A Parra Santonja | 1. kör G Dabrowski             | Daria Gavrilova Darja Kaszatkina      |
| 2017       | 3. kör Andreja Klepač          | Andrea Hlaváčková Peng Suaj          | 3. kör Andreja Klepač          | J Makarova J Vesznyina                | 3. kör Andreja Klepač          | J Makarova J Vesznyina              | Negyeddöntő Andreja Klepač     | Lucie Hradecká Kateřina Siniaková     |
| 2018       | 1. kör Andreja Klepač          | Viktorija Golubic Nina Stojanović    | Negyeddöntő Andreja Klepač     | Barbora Krejčíková Kateřina Siniaková | 3. kör Andreja Klepač          | I-C Begu Mihaela Buzărnescu         | 1. kör Andreja Klepač          | A Pavljucsenkova Anastasija Sevastova |
| 2019       | Negyeddöntő Andreja Klepač     | Barbora Strýcová Markéta Vondroušová | 2. kör S Sorribes Tormo        | Nagyija Kicsenok Abigail Spears       | –                              | –                                   | 1. kör Darija Jurak            | Peng Suaj Alicja Rosolska             |

## Év végi világranglista-helyezései
| Év     | 1998 | 1999 | 2000 | 2001 | 2002 | 2003 | 2004 | 2005 | 2006 | 2007 | 2008 | 2009 | 2010 | 2011 | 2012 | 2013 | 2014 | 2015 | 2016 | 2017 | 2018 | 2019 | 2020 |
| Egyéni | 667. | 329. | 153. | 92.  | 278. | 348. | –    | 397. | 109. | 174. | 92.  | 27.  | 28.  | 35.  | 161. | 532. | –    | –    | 666. | 636. | –    | –    | –    |
| Páros  | –    | –    | –    | 39.  | 79.  | 112. | 265. | 131. | 62.  | 108. | 30.  | 6.   | 15.  | 21.  | 15.  | 129. | –    | 115. | 42.  | 24.  | 18.  | 34.  | 76.  |